# Порта
По́рта (также Оттоманская Порта, Блистательная Порта, Высокая Порта) — принятое в истории дипломатии и международных отношений наименование правительства (канцелярии великого визиря и дивана) Османской империи.
Термин происходит от фр. porte, итал. porta — «дверь», «врата», что является калькой с осман. باب عالی‎ /  Bâb-ı Âli — «высокие ворота».

## История
Высокая Порта именовалась так по названию ворот 41°00′40″ с. ш. 28°58′40″ в. д. в центре Стамбула, ведущих во двор великого визиря (тур. Bâb-ı Âli, Баб-ы Али), который находился на другой стороне улицы от резиденции султана — дворцового комплекса Топкапы.
Паша-капусу — Высокая Порта (син. Баб-ы Али).
Название применимо с XV века (начала величия Османской империи).
Высокая Порта — на языке турецких чиновников означает резиденцию турецкого султана, а также местопребывание турецкого правительства, и наконец, самой турецкой монархии. В последнем смысле название В. Порта принято и европейцами. Такое же значение имеет выражение Блистательная Порта.